# Estilpo

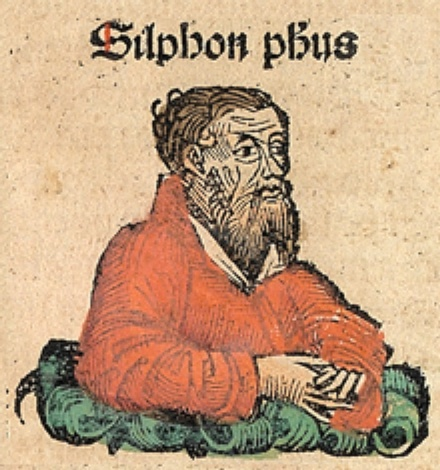
Imagem do filósofo grego Estilpo.

Estilpo ( em grego:  Στίλπων, gen.: Στίλπωνος) c. 360-c. 280 a.C.) foi um filósofo grego da Escola megárica. Ele foi contemporâneo de Teofrasto, Diodoro Crono e Crates de Tebas. Nenhum de seus escritos chegou até os dias atuais, ele se interessava em lógica e dialética e argumentou que o universal é fundamentalmente separado do indivíduo e do concreto. Seus ensinamentos  em ética que se aproximava do cínicos e estoicos. Seu discípulo mais importante foi Zenão de Cítio, o fundador do Estoicismo.

## Vida
Estilpo era um nativo de Megara e provavelmente viveu depois da época de Euclides de Megara, o que torna improvável que tenha sido discípulo de Euclides, como afirmam alguns, outros afirmam que tenha sido discípulo de Trasímaco de Corinto, ou de Pasícles de Tebas, o irmão de Crates de Tebas.